# Himertosoma bebourense
Himertosoma bebourense là một loài tò vò trong họ Ichneumonidae.